# Comuna Kalix
Kalix (Kalix kommun) este o comună din comitatul Norrbottens län, Suedia, cu o populație de 16.387 locuitori (2013).

## Geografie

### Zone urbane
Lista celor mai mari zone urbane din comună (anul 2015) conform Biroului Central de Statistică al Suediei:
| Nr | Zona urbană  | Pop.  |
| -- | ------------ | ----- |
| 1  | Kalix        | 7.495 |
| 2  | Töre         | 1.051 |
| 3  | Rolfs        | 1.001 |
| 4  | Nyborg       | 823   |
| 5  | Risögrund    | 594   |
| 6  | Sangis       | 543   |
| 7  | Bredviken    | 373   |
| 8  | Gammelgården | 281   |
| 9  | Båtskärsnäs  | 227   |
| 10 | Påläng       | 224   |

## Demografie
| \| Evoluția demografică în comuna Kalix, 1970–2015 \| Evoluția demografică în comuna Kalix, 1970–2015 \| Evoluția demografică în comuna Kalix, 1970–2015 \| Evoluția demografică în comuna Kalix, 1970–2015 \| Evoluția demografică în comuna Kalix, 1970–2015 \| \| ----------------------------------------------------------------------------------------------------- \| ----------------------------------------------- \| ----------------------------------------------- \| ----------------------------------------------- \| ----------------------------------------------- \| \| An \| \| \| Locuitori \| \| \| 1970 \| 1970 \| \| 18178 \| 18178 \| \| 1975 \| 1975 \| \| 18687 \| 18687 \| \| 1980 \| 1980 \| \| 19599 \| 19599 \| \| 1985 \| 1985 \| \| 19338 \| 19338 \| \| 1990 \| 1990 \| \| 19241 \| 19241 \| \| 1995 \| 1995 \| \| 18963 \| 18963 \| \| 2000 \| 2000 \| \| 17995 \| 17995 \| \| 2005 \| 2005 \| \| 17483 \| 17483 \| \| 2010 \| 2010 \| \| 16740 \| 16740 \| \| 2015 \| 2015 \| \| 16248 \| 16248 \| \| Sursa: SCB - Statistika Centralbyrån, Folkmängd efter region, civilstånd, ålder och kön. År 1968–2016 \| \| \| \| \| |      |  |           |       |
| Evoluția demografică în comuna Kalix, 1970–2015 |      |  |           |       |
| An |      |  | Locuitori |       |
| 1970 | 1970 |  | 18178     | 18178 |
| 1975 | 1975 |  | 18687     | 18687 |
| 1980 | 1980 |  | 19599     | 19599 |
| 1985 | 1985 |  | 19338     | 19338 |
| 1990 | 1990 |  | 19241     | 19241 |
| 1995 | 1995 |  | 18963     | 18963 |
| 2000 | 2000 |  | 17995     | 17995 |
| 2005 | 2005 |  | 17483     | 17483 |
| 2010 | 2010 |  | 16740     | 16740 |
| 2015 | 2015 |  | 16248     | 16248 |
| Sursa: SCB - Statistika Centralbyrån, Folkmängd efter region, civilstånd, ålder och kön. År 1968–2016 |      |  |           |       |